# Femte ringvägen (Peking)

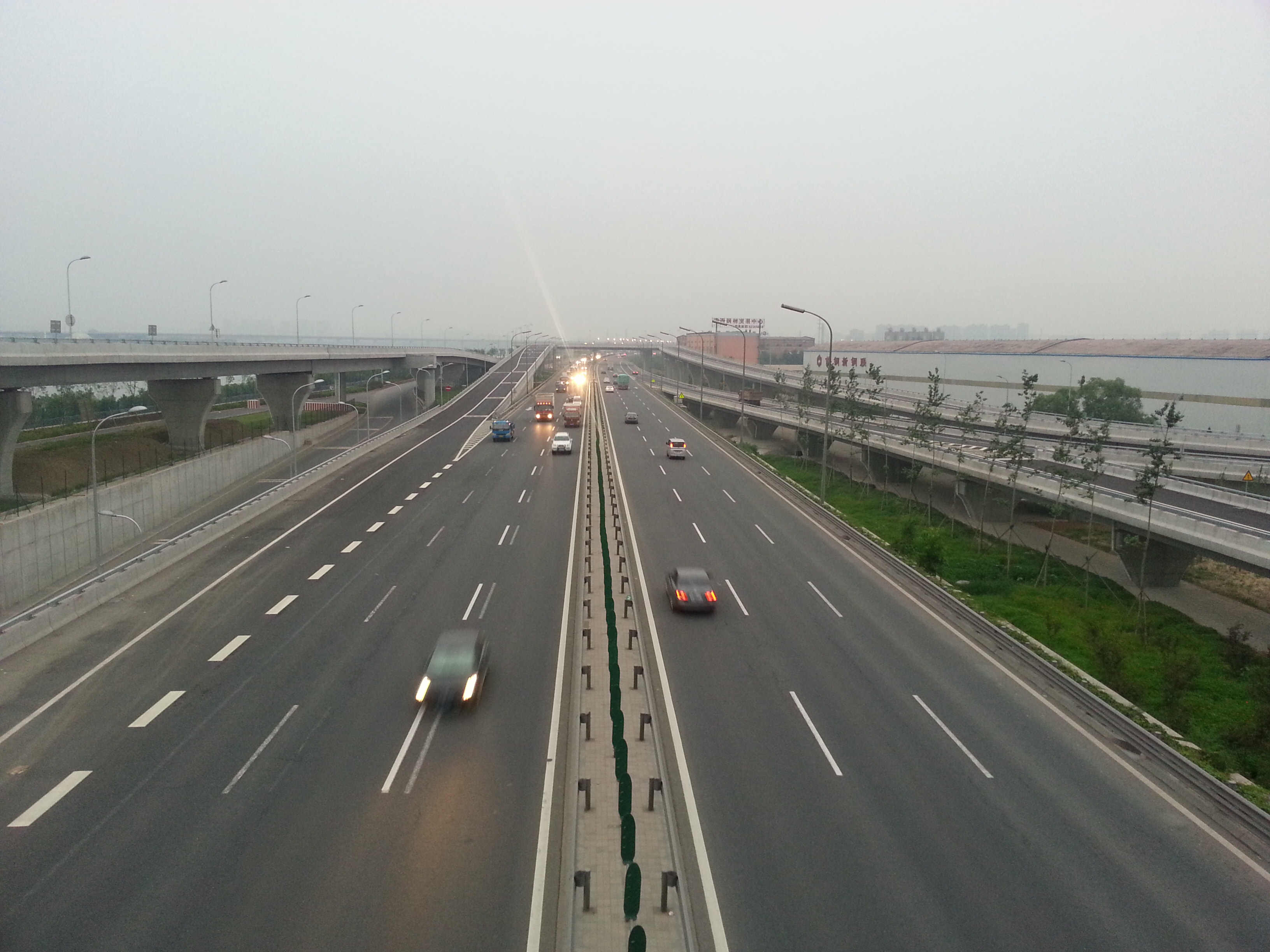
Södra Femte ringvägen.

Femte ringvägen (五环路; Wǔ Huán Lù,) är den fjärde inifrån av Pekings ringvägar och är 98,6 km lång. Femte ringvägen färdigställdes i november 2003. Ringvägen omsluter centrala Peking ca 15 km från sitt centrum. Ca 5 km Innanför Femte ringvägen löper Fjärde ringvägen, och ungefär 10 km utanför omsluts den av Sjätte ringvägen. Hastighetsbegränsningen på Femte ringvägen är 100km/h, men det finns även delar med begränsning till 90km/h.
Östra Femte ringvägen passerar precis vid Marco Polo-bron, och dess nordöstra krök rundar Sommarpalatset nära  Xiangshanparken (Fragrant Hills) Norra Femter ringvägen passerar norr om Olympiaparken.